# Botanophila miniatura
Botanophila miniatura är en tvåvingeart som först beskrevs av Huckett 1965.  Botanophila miniatura ingår i släktet Botanophila och familjen blomsterflugor. Inga underarter finns listade i Catalogue of Life.